# Rua da Constituição
A Rua da Constituição é um arruamento nas freguesias do Bonfim, Paranhos, Santo Ildefonso e Cedofeita da cidade do Porto, em Portugal.

## Origem do nome
O nome atual advém da Constituição de 1822.

## História
Começada a abrir no início da década de 1840, a Rua da Constituição teve o seu primeiro troço inaugurado em 1845, entre a Praça do Marquês de Pombal e a Rua de Antero de Quental.
Denominava-se então "Rua de 27 de Janeiro", em honra do restabelecimento da Carta Constitucional de 1826 por António Bernardo da Costa Cabral, proclamada nessa data na cidade do Porto em 1842. Com a queda dos Cabrais, o derrube da Carta e a recuperação da Constituição de 1822, recebeu o nome de "Rua da Constituição", designação que ostenta até aos dias de hoje.
A sua extensão atual só foi alcançada na década de 1980, aquando da conclusão do tramo entre a Rua de Serpa Pinto e a Rua de Oliveira Monteiro.

## Pontos de interesse
- Campo da Constituição.

## Acessos
- Estação Marquês
- Linhas 203, 206, 303, 402, 501, 507, 601, 603, 805, 806 e 904 dos STCP.